# Shikha Pandey
Shikha Pandey (* 12. Mai 1989 in Karimnagar, Indien) ist eine indische Cricketspielerin, die seit 2014 für die indische Nationalmannschaft spielt.

## Kindheit und Ausbildung
Pandey verfolgte Cricket von jungem Alter an. Aufgewachsen in Uttar Pradesh zog sie mit ihrer Familie nach Goa, als sie acht Jahre alt war. Im Alter von 19 Jahren erzielte sie drei Half-Centuries für Goa, was die Selektoren des Nationalteams auf sie aufmerksam machte. In dieser Zeit machte sie ihr Ingenieurs-Abschluss und begann eine Arbeit in der Flugverkehrskontrolle.

## Aktive Karriere
Ihr erstes Spiel für die Nationalmannschaft hatte sie bei einem WTwenty20 auf der Tour in Bangladesch im März 2013. Daraufhin spielte sie beim ICC Women’s World Twenty20 2014 und hatte ihre beste Leistung beim ersten Spiel gegen Sri Lanka, als sie 22 Runs erzielte und beste Batterin ihrer Mannschaft war. Im Sommer 2018 hatte sie ihr Debüt im WODI und WTest auf der Tour in England. Auf der Tour gegen Südafrika konnte sie im zweiten WODI ein Half-Century über 59 Runs und 3 Wickets für 19 Runs und im dritten WODI ein weiteres Fifty über 59 Runs erzielen. Im Jahr 2015 spielte sie nur drei Spiele auf der Tour gegen Neuseeland, konnte dort jedoch keinen größeren Einfluss nehmen.
Zu Beginn des Jahres 2016 spielte sie auf der Tour in Australien. Im ersten WODI gelangen ihr 3 Wickets für 32 Runs. Im zweiten folgten neben 2 Wickets für 50 Runs noch 33 Runs am Schlag. Nachdem die ersten beiden Spiele verloren wurden, konnte sie im dritten mit 3 Wickets für 50 Runs einen wichtigen Beitrag zum Sieg beisteuern. Im November konnte sie abermals 3 Wickets für 31 Runs im ersten WTwenty20 bei der Tour gegen die West Indies erzielen. Beim Women’s Cricket World Cup Qualifier 2017 gelangen ihr gegen Südafrika erstmals 4 Wickets (4/34). In einem Drei-Nationen-Turnier in Südafrika im Mai 2017 konnte sie gegen den Gastgeber 3 Wickets für 22 Runs erzielen und wurde dafür als Spielerin des Spiels ausgezeichnet. Auch gegen Irland gelangen ihr 3 Wickets für 16 Runs. Daran schloss sich der Women’s Cricket World Cup 2017 an, bei dem ihre beste Leistung gegen Südafrika mit 3 Wickets für 40 Runs erfolgte.
Im Februar 2018 in Südafrika konnte sie sowohl im WODI (3/23) als auch im WTwenty20 (3/16) jeweils einmal 3 Wickets erzielen, was ihr auch im zweiten WODI auf der Tour in Australien gelang (3/61). Ein Jahr später gegen England konnte sie mit 4 Wickets für 18 Runs ihre bis dahin beste Bowling-Leistung ihrer Karriere erzielen. Beim ICC Women’s T20 World Cup 2020 in Australien konnte sie im Eröffnungsspiel gegen den Gastgeber mit 3 Wickets für 14 Runs ihren Beitrag zum Sieg leisten. Sie spielte auch in den anderen Spielen des Turniers, konnte jedoch an diese Leistung nicht mehr anknüpfen. Nach der Unterbrechung auf Grund der Covid19-Pandempie wurde sie zunächst nicht für die ersten Touren nominiert. Wieder zurück im Team erzielte sie im Juli 2021 auf der Tour in England abermals 3 Wickets (3/22) im ersten WTwenty20.

## Abseits des Sports
Neben dem Cricket ist Pandey im Rang eines Squadron Leaders in der Indian Air Force.